# Sexy and I Know It
Sexy and I Know It – trzeci singel amerykańskiego duetu LMFAO z jego drugiej płyty Sorry for Party Rocking (2011). Produkcją singla zajął się Party Rock, a wydany został on 16 września 2011 roku w formacie digital download. Singiel odniósł dużą popularność. Zadebiutował na #2 pozycji na liście Billboard Hot 100, i #1 na Top YouTube 100. Teledysk miał swą premierę także 16 września. Pokazuje on wokalistów zespołu bawiących się w klubie nocnym. W finałowej części wideo, pokazana jest scena z mini-filmu Michaela Jacksona Thriller.

## Personel
- wokal: LMFAO
- producent singla: Party Rock
- tekst: Stefan Kendal Gordy, Jamahl Listenbee, Erin Beck, G.M. Robertson, Kenneth Oliver
- wytwórnia: Interscope